# Antona García

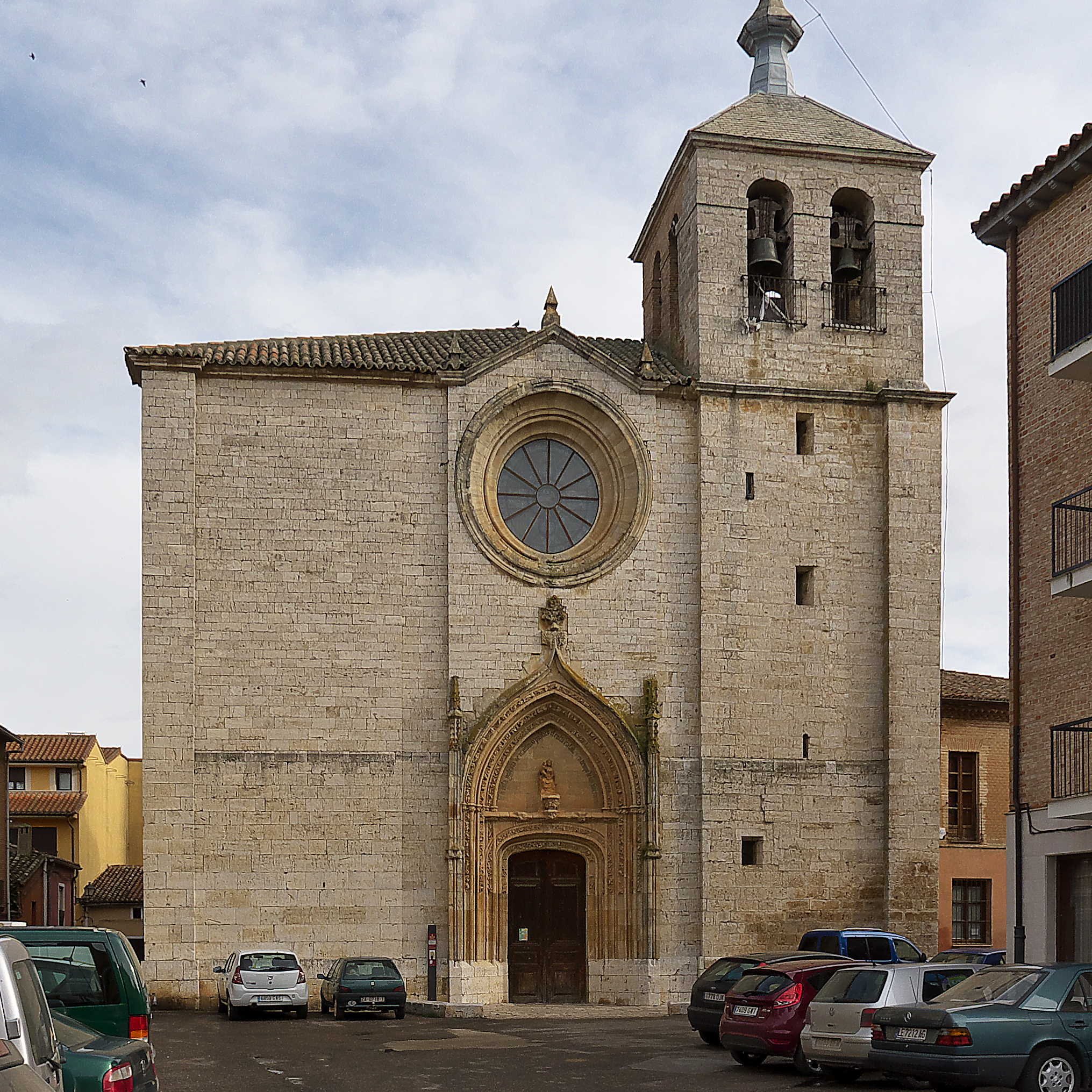
La tumba de Antona García se encuentra en la iglesia de San Julián de los Caballeros, en Toro

Antona García (Taragabuena, siglo XV - Toro, 9 de agosto de 1476), heroica partidaria de los Reyes Católicos en su guerra con Alfonso V de Portugal.

## Biografía
Nacida en una familia del estado llano, contrajo nupcias con Juan de Monroy cazador del rey Juan II, miembro de la Casa de Monroy al ser hijo de Hernan de Monroy y Orellana "el Bezudo" (también llamado Hernando o Fernando) señor de Monroy y comandante de los Reyes Católicos, y nieto por línea paterna de Rodrigo de Monroy y Almaraz, y de su esposa Mencía Alfonso de Orellana.
Del matrimonio con Juan de Monroy nacieron cinco hijas: Leonor, Catalina, Isabel, María y Antonia, siendo la primogénita, Leonor, la que diera inicio a un mayorazgo.
Tras la decisiva Batalla de Toro, el 1 de marzo de 1476, algunos toresanos, partidarios de la entrega de la ciudad a los Reyes Católicos, se comenzaron a reunir para plantear la posibilidad de la entrega. Enterado el conde de Marialba de estas intenciones, mandó apresar a los líderes de la conspiración, siendo estos Antona García, su esposo Juan de Monroy, Pedro Pañón, Alonso Fernández Botinete y un pastor llamado Bartolomé.
Antona García quedó encerrada en el convento de Santa Clara hasta la llegada de su ajusticiamiento, llevado a cabo ante 400 soldados en la Plaza Mayor de la ciudad. Juan de Monroy y el pastor Bartolomé consiguieron librarse de la pena de muerte. Como consecuencia de su heroicidad, los Reyes Católicos concedieron a sus descendientes el muy singular privilegio perpetuo de transmitir hidalguía tanto por línea masculina como femenina.
Su tumba, compartida con su marido y algunos de los descendientes de ambos, se conserva en la iglesia de San Julián de los Caballeros de Toro. La casa familiar sería la que hoy se conoce como el palacio de los Monroy o de los Samaniego, en la calle de Reja dorada. Como homenaje, se mandó dorar las rejas de su casa, surgiendo así la leyenda de la Reja Dorada, siendo hoy en día uno de los lugares más turísticos de la ciudad de Toro.

## Literatura
En la literatura, se han publicado varios libros en diferentes épocas sobre la vida y heroica muerte de Antona García: 
- Tirso de Molina publicó en 1636 Antona García.
- José Cañizares en 1781 publicó La heroica Antona García.
- Jason Yancey y James Bell en 2012 realizaron la primera traducción/adaptación al inglés de Antona García basándose, principalmente, en la obra de Tirso de Molina pero con escenas sacadas de la obra de Cañizares. La obra fue representada por primera vez en Grand Valley State University, Allendale, Míchigan, del 30 de marzo al 7 de abril de 2012.
- José Carlos Guerra publica en 2017 La Reja dorada, tomando "como excusa para esta historia, un hecho ocurrido en la ciudad de Toro: el trágico ajusticiamiento de Antona García".[3]

La escritora María de Guevara, condesa de Escalante (?-1683) la menciona en su tratado Desengaños de la corte y mujeres valerosas (1664), como ejemplo de mujer virtuosa y guerrera.